# Basketball-Bundesliga 2003/04
Die Basketball-Bundesliga-Saison 2003/04 war die 38. Spielzeit der höchsten deutschen Spielklasse im Basketball der Männer. Die reguläre Saison begann am 10. Oktober 2003 und endete am 28. April 2004.

## Saisonnotizen
- Meister der Saison 2003/04 wurden die Opel Skyliners Frankfurt.
- Pokalsieger der Saison 2003/04 wurde RheinEnergie Köln.
- Das BBL All-Star Game 2004 fand am 31. Januar 2004 vor 16.132 Zuschauern in der Kölnarena in Köln statt. Sieger wurde mit 114:105 der Norden. MVP wurde Rimantas Kaukėnas (Telekom Baskets Bonn).

## Endstände

### Hauptrunde
| #  | Mannschaft                      | Siege | Niederlagen | Punkte | Körbe |
| -- | ------------------------------- | ----- | ----------- | ------ | ----- |
| 1  | Alba Berlin                     | 20    | 8           | 40:16  | +185  |
| 2  | Telekom Baskets Bonn            | 19    | 9           | 38:18  | +138  |
| 3  | Opel Skyliners Frankfurt        | 19    | 9           | 38:18  | +153  |
| 4  | EWE Baskets Oldenburg           | 19    | 9           | 38:18  | +86   |
| 5  | GHP Bamberg                     | 17    | 11          | 34:22  | +82   |
| 6  | RheinEnergie Köln               | 15    | 13          | 30:26  | +76   |
| 7  | TBB Trier                       | 15    | 13          | 30:26  | −57   |
| 8  | Bayer Giants Leverkusen         | 14    | 14          | 28:28  | −18   |
| 9  | Artland Dragons Quakenbrück     | 14    | 14          | 28:28  | −2    |
| 10 | BG Iceline Karlsruhe            | 12    | 16          | 24:32  | −80   |
| 11 | Energy Braunschweig             | 11    | 17          | 22:34  | −110  |
| 12 | TSK Würzburg                    | 10    | 18          | 20:36  | −164  |
| 13 | EnBW Ludwigsburg                | 8     | 20          | 16:40  | −120  |
| 14 | Gießen 46ers                    | 7     | 21          | 14:42  | −172  |
| 15 | Mitteldeutscher Basketball Club | 10    | 18          | 20:36  | +2    |
| 16 | Brandt Hagen                    | 0     | 0           | 0:0    | 0     |

Fett Finalrunde
_____ Absteiger
Der Mitteldeutsche BC stellte während der laufenden Saison einen Insolvenzantrag. Er wurde vom Spielbetrieb ausgeschlossen. Nach einer einstweiligen Verfügung konnte das Team weiterhin am Spielbetrieb teilnehmen. Im Juni 2004 wurde dem Team nachträglich die Lizenz für die Saison aberkannt.
Brandt Hagen stellte am 29. Dezember 2003 den Spielbetrieb ein. Alle bis dahin gespielten Partien der Mannschaft wurden aus der Wertung genommen.

### Finalrunde
| Viertelfinale | Viertelfinale            | Viertelfinale            |   |                      | Halbfinale | Halbfinale | Halbfinale |  |  | Finale | Finale | Finale |
|               |                          |                          |   |                      |            |            |            |  |  |        |        |        |
| 1             | Alba Berlin              | 3                        |   |                      |            |            |            |  |  |        |        |        |
| 8             | Bayer Giants Leverkusen  | 1                        |   |                      |            |            |            |  |  |        |        |        |
| 8             | Bayer Giants Leverkusen  | 1                        |   | Alba Berlin          | 2          |            |            |  |  |        |        |        |
|               |                          |                          |   | Alba Berlin          | 2          |            |            |  |  |        |        |        |
|               |                          | GHP Bamberg              | 3 |                      |            |            |            |  |  |        |        |        |
| 4             | EWE Baskets Oldenburg    | GHP Bamberg              | 3 | 0                    |            |            |            |  |  |        |        |        |
| 4             | EWE Baskets Oldenburg    |                          |   |                      |            |            |            |  |  |        |        |        |
| 5             | GHP Bamberg              | 3                        |   |                      |            |            |            |  |  |        |        |        |
| 5             | GHP Bamberg              | 3                        |   | GHP Bamberg          | 2          |            |            |  |  |        |        |        |
|               |                          |                          |   | GHP Bamberg          | 2          |            |            |  |  |        |        |        |
|               |                          | Opel Skyliners Frankfurt | 3 |                      |            |            |            |  |  |        |        |        |
| 2             | Telekom Baskets Bonn     | Opel Skyliners Frankfurt | 3 | 3                    |            |            |            |  |  |        |        |        |
| 2             | Telekom Baskets Bonn     |                          |   |                      |            |            |            |  |  |        |        |        |
| 7             | TBB Trier                | 1                        |   |                      |            |            |            |  |  |        |        |        |
| 7             | TBB Trier                | 1                        |   | Telekom Baskets Bonn | 2          |            |            |  |  |        |        |        |
|               |                          |                          |   | Telekom Baskets Bonn | 2          |            |            |  |  |        |        |        |
|               |                          | Opel Skyliners Frankfurt | 3 |                      |            |            |            |  |  |        |        |        |
| 3             | Opel Skyliners Frankfurt | Opel Skyliners Frankfurt | 3 | 3                    |            |            |            |  |  |        |        |        |
| 3             | Opel Skyliners Frankfurt |                          |   |                      |            |            |            |  |  |        |        |        |
| 6             | RheinEnergie Köln        | 2                        |   |                      |            |            |            |  |  |        |        |        |

## Meistermannschaft
| Spieler | Spieler            | Spieler             | Spieler    | Spieler | Spieler  | Spieler        |
| Nr.     | Nat.               | Name                | Geburt     | Größe   | Info     | Letzter Verein |
| ------- | ------------------ | ------------------- | ---------- | ------- | -------- | -------------- |
|         |                    | Guards (PG, SG)     |            |         |          |                |
| 4       | /                  | Raphael Török       | 19.08.1982 | 197     |          |                |
| 5       | Vereinigte Staaten | Tyrone Ellis        | 06.10.1977 | 194     |          |                |
| 8       | Deutschland        | Robert Garrett      | 18.03.1977 | 192     | A-Nat.   |                |
| 11      | Deutschland        | Pascal Roller       | 20.11.1976 | 180     | / A-Nat. |                |
|         | Deutschland        | Sebastian Barth     | 31.01.1985 | 193     | DL       |                |
|         |                    | Forwards (SF, PF)   |            |         |          |                |
| 9       | Schweden           | Ibrahim Diarra      | 12.11.1973 | 195     | A-Nat.   |                |
| 10      | Finnland           | Jukka Matinen       | 06.11.1978 | 203     | A-Nat.   |                |
| 12      | Vereinigte Staaten | Chris A. Williams   | 09.07.1980 | 201     |          |                |
| 14      | /                  | Alex King           | 20.02.1985 | 200     | DL       |                |
|         | Deutschland        | Fredrick Kleemichen | 26.08.1986 | 207     | DL       |                |
|         |                    | Center (C)          |            |         |          |                |
| 6       | Kroatien           | Mario Kasun         | 05.04.1980 | 213     | A-Nat.   |                |
| 7       | Deutschland        | Bernd Kruel         | 01.06.1976 | 209     |          | Brandt Hagen   |
| 13      | Deutschland        | Robert Maras        | 20.10.1978 | 215     | A-Nat. / |                |
| 15      | Senegal            | Malick Badiane      | 01.11.1984 | 211     | A-Nat.   |                |

| Trainer     | Trainer         | Trainer            |
| Nat.        | Name            | Position           |
| ----------- | --------------- | ------------------ |
| /           | Gordon Herbert  | Cheftrainer        |
| /           | Daphne Bouzikou | Assistenztrainerin |
| Deutschland | Gunnar Wöbke    | Manager            |

| Legende      | Legende                        |
| Abk.         | Bedeutung                      |
| ------------ | ------------------------------ |
|              | verletzt während der Play-offs |
| (C)          | Mannschaftskapitän             |
| A-Nat.       | Nationalspieler                |
| DL           | Doppellizenzspieler            |
| Quellen      |                                |
| Ligahomepage |                                |
| Stand: 2004  |                                |

| Legende      | Legende                        |
| Abk.         | Bedeutung                      |
| ------------ | ------------------------------ |
|              | verletzt während der Play-offs |
| (C)          | Mannschaftskapitän             |
| A-Nat.       | Nationalspieler                |
| DL           | Doppellizenzspieler            |
| Quellen      |                                |
| Ligahomepage |                                |
| Stand: 2004  |                                |

Weitere Doppellizenzspieler standen im Kader, wurden aber nicht eingesetzt.

## Führende der Spielerstatistiken
| Kategorie                | Spieler              | Team                     | Wert |
| ------------------------ | -------------------- | ------------------------ | ---- |
| Punkte pro Spiel         | Bjorn Aubre McKie    | TBB Trier                | 23,2 |
| Rebounds pro Spiel       | Chris Ensminger      | GHP Bamberg              | 10,9 |
| Assists pro Spiel        | Michael-Hakim Jordan | Artland Dragons          | 6,9  |
| Steals pro Spiel         | Narcisse Ewodo       | BG Iceline Karlsruhe     | 2,0  |
| Blocks pro Spiel         | Tony Kitchings       | TSK Würzburg             | 1,4  |
| Dreipunktewurf pro Spiel | Tyrone Ellis         | Opel Skyliners Frankfurt | 2,7  |
| Effizienzwert pro Spiel  | Denis Wucherer       | Bayer Giants Leverkusen  | 20,0 |

## Saisonbestmarken
| Kriterium       | Wert | Spieler                            |
| --------------- | ---- | ---------------------------------- |
| Punkte          | 37   | Jarrett Stephens (Trier)           |
| Rebounds        | 21   | Geert Hammink (Köln)               |
| Dreier          | 9    | Tyrone Ellis (Frankfurt)           |
| Assists         | 12   | Michael-Hakim Jordan (Quakenbrück) |
| Ballgewinne     | 9    | Denis Wucherer (Leverkusen)        |
| Geblockte Würfe | 7    | Oluoma Nnamaka (Bonn)              |
| Effektivität    | 48   | Denis Wucherer (Leverkusen)        |

## Ehrungen
| Auszeichnung           | Name              | Verein                   |
| ---------------------- | ----------------- | ------------------------ |
| All-Star Game MVP      | Rimantas Kaukėnas | Telekom Baskets Bonn     |
| Spieler des Jahres     | Pascal Roller     | Opel Skyliners Frankfurt |
| Bester Verteidiger     | Oluoma Nnamaka    | Telekom Baskets Bonn     |
| Rookie of the Year     | Aleksandar Ćapin  | Telekom Baskets Bonn     |
| Newcomer of the Year   | Demond Greene     | Bayer Giants Leverkusen  |
| Bester Offensivspieler | Bjorn Aubre McKie | TBB Trier                |
| Trainer des Jahres     | Dirk Bauermann    | GHP Bamberg              |

Quelle: 